# 紫山プラザ
紫山プラザ（むらさきやまプラザ）は、宮城県仙台市泉区紫山に所在するロードサイド店舗型商業施設である。

## 概要
泉パークタウン・紫山1丁目に所在する商業施設。泉パークタウンサービスが管理する。商業施設の集積を目指したタウンセンター地区にて、1997年より順次オープン。東日本大震災によって2棟が取り壊され、2019年現在は5棟の建築物、4店舗で構成されている。

## 沿革
- 1997年5月 - すかいらーく（現 ガスト）オープン。
- 1998年
  - 3月 - モスバーガー、ちりめん亭オープン。
  - 4月 - 金港堂オープン。
- 1999年7月 - キャスロンオープン。
- 2008年10月 - 泉パークタウン タピオ開業に伴い、金港堂が移転。
- 2011年
  - 3月 - 東日本大震災発生により、モスバーガー（その後、泉パークタウン タピオ・フードコート内へ実質移転）、うどん三昧 善の2店舗が閉鎖、以降取り壊し。
  - 9月 - 金港堂跡地に、イケア仙台ミニショップオープン。
- 2014年
  - 5月 - イケア仙台開業に伴い、イケア仙台ミニショップ閉店。
  - 10月 - イケア仙台ミニショップ跡地に、アクタスオープン。
- 2021年5月 - 日本調剤紫山薬局開業。
- 2023年 - キャスロン閉店。

## 店舗一覧
（2024年6月現在）
- ガスト 泉パークタウン店（A棟）
- 泉パークタウン カルチャーセンター（B棟）
- アクタス・仙台店（K棟）
- 日本調剤紫山薬局